# Ancistrotropis
Ancistrotropis je biljni rod iz porodice mahunarki smješten u podtribus Phaseolinae. Postoje šest priznatih vrsta iz Srednje i Južne Amerike i Antila.
Rod je opisan 2011. izdvajanjem nekoliko vrsta iz rodova Vigna i Phaseolus. Posljednja vrsta A. serrana otkrivena je na nekoliko staništa u Brazilu, i opisana je 2014.

## Vrste
1. Ancistrotropis clitorioides (Mart. ex Benth.) A.Delgado
2. Ancistrotropis firmula (Mart. ex Benth.) A.Delgado
3. Ancistrotropis peduncularis (Fawc. & Rendle) A.Delgado
4. Ancistrotropis robusta (Piper) A.Delgado
5. Ancistrotropis serrana Snak, J.L.A.Moreira & A.M.G.Azevedo
6. Ancistrotropis subhastata (Verdc.) A.Delgado